# Subwoofer

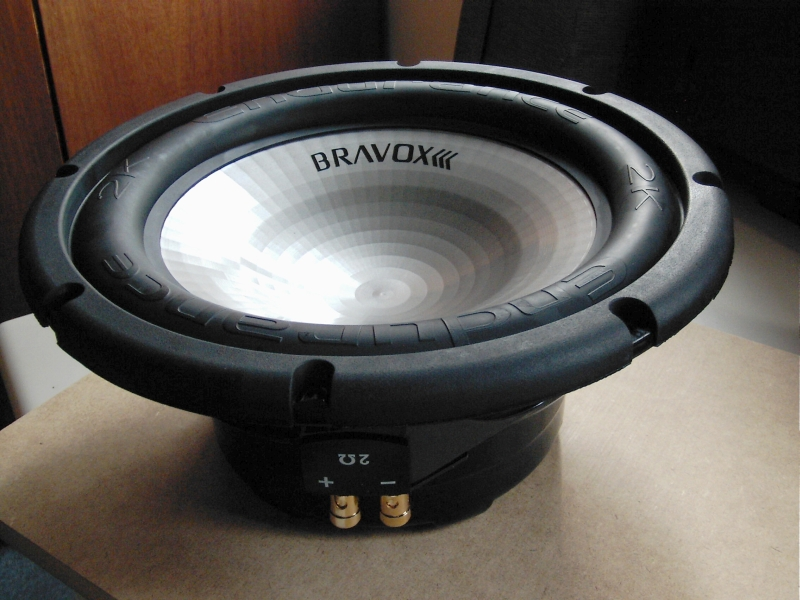
Exemplo de subwoofer

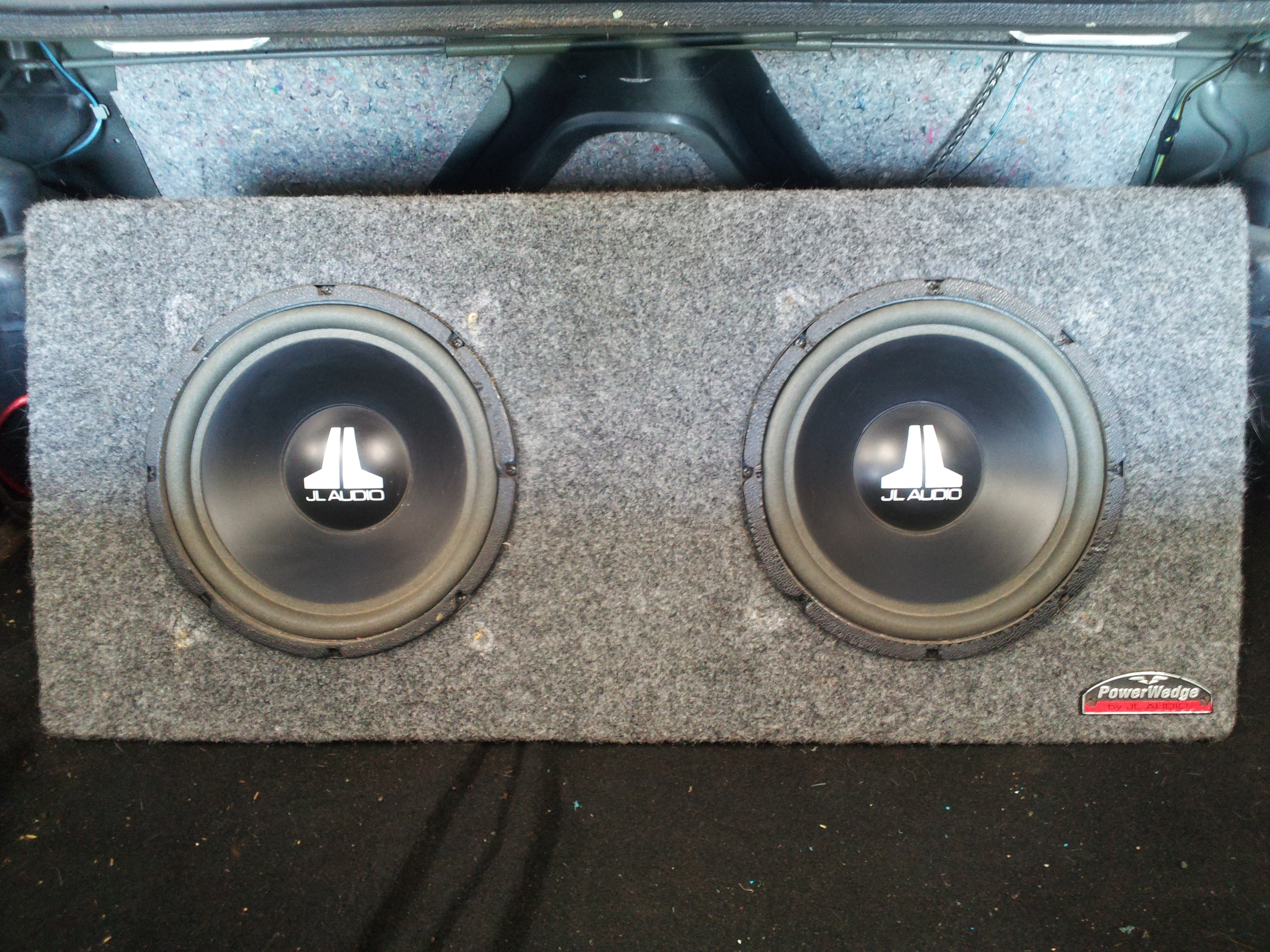
Dois subwoofers de 10 polegadas no porta-malas de um carro. (Som automotivo)

Subwoofer é um tipo de transdutor usado para reproduzir um espectro audível denominado sub-grave (sons graves), variam de 20Hz a 200Hz. O nome é dado devido á sua reprodução estar abaixo da reprodução dos woofers. Como nesta faixa de frequência o cone precisa movimentar muito ar, são alto-falantes de diâmetro grande e alta excursão do cone (4 a 20mm de amplitude).
Há no mercado subwoofers dos mais diversos diâmetros e formatos: os mais comuns são de 8", 10" e 12" de cone redondo, sendo possível encontrá-los de 6" até 21", em casos extremos. A máxima potência térmica admissível também varia: de 50 a 6.000W de potência de áudio, apresentada expressa em valor eficaz ou "RMS" (Root Mean Square, que significa "valor médio quadrático"), o que é um equívoco, pois não existe tal grandeza chamada "potência RMS"  (embora possa ser calculada, porém destituída de significado e utilidade física prática).
Subwoofers têm seu compromisso acústico entre a resposta em frequência e o tempo de resposta em função do tamanho do seu cone. Se tomarmos um cone grande, sua excursão movimenta grandes quantidades de ar e gera alta pressão sonora (SPL) em frequências sub-graves (<30Hz). Por outro lado, seu tempo de resposta é maior devido à maior massa móvel do conjunto, fazendo com que sons graves rápidos (bumbos, tambores, notas rápidas) fiquem embolados. Para cones pequenos, ocorre o oposto destes efeitos. Assim, o desafio dos fabricantes é buscar um cone pequeno e leve que consiga detalhar os graves sem embolar, mas com potência e excursão linear altíssimas para alcançar frequências sub-graves e não prejudicar a resposta em frequência.
Subwoofers, assim como quaisquer outros alto-falantes, têm suas características medidas e divulgadas pelas fábricas segundo a terminologia T/S (Thiele/Small).

## Ativos e passivos

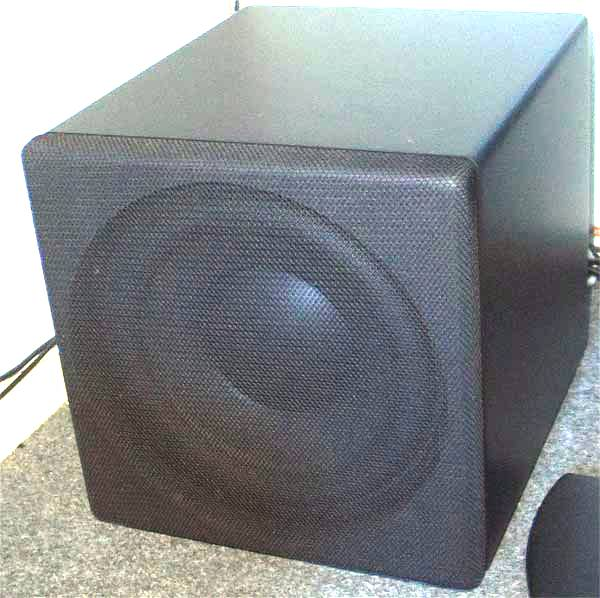
Subwoofer residencial.

Subwoofers podem ser comercializados como o alto-falante somente ou em conjunto com sua caixa acústica, como no caso de subwoofers de home theaters.
Quando vendidos em box, eles são classificados como subwoofers passivos se sua alimentação tiver que ser feita por um amplificador externo. Seu funcionamento é análogo ao de uma caixa de som comum de médios e agudos, e seus conectores aceitam o mesmo tipo de cabo, portando sinal de alta tensão. Normalmente, os passivos têm internamente circuitos eletrônicos divisores de frequência passivos para que só os graves sejam passados para o alto-falante. A frequência e a intensidade do corte é fixo em um valor de fábrica.

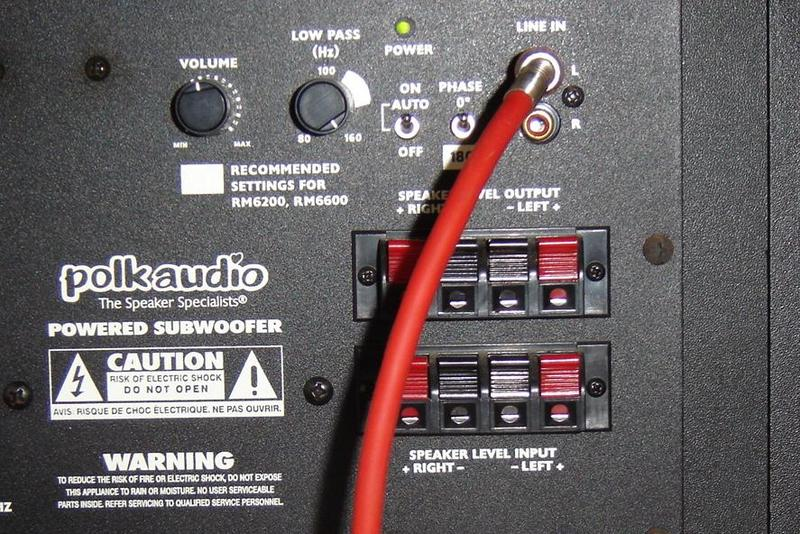
Painel traseiro de um subwoofer ativo e suas regulagens. Ver entradas RCA e de caixa de som, inclusive com saída para outras caixas...

Subwoofers ativos possui um amplificador próprio interno na caixa. Sua ligação mais comum é usando cabos com conectores RCA portando sinal de baixa tensão, mas alguns fabricantes também oferecem a possibilidade de se usar cabos de caixa de som com sinal de alta tensão. Os ativos oferecem diversas regulagens a mais do que os passivos, como regulagem do volume de amplificação, a frequência de corte e sua intensidade no divisor de frequência ativo, a fase do sinal (0° ou 180°, isto é, se a tensão positiva excursiona o alto-falante para fora ou para dentro da caixa). Subwoofers ativos mais sofisticados, oferecem equalização paramétrica, com ajuste de fator Q, para compensar eventuais ressonâncias do ambiente. Porém, apesar de suas vantagens, segundo audiófilos a implementação do amplificador na própria caixa do subwoofer acabaria por afetar sua qualidade. já que o amplificador sofreria com a vibrações do conjunto, além de ele próprio poder ressonar criando harmônicos indesejáveis na reprodução do som.